# Clan Ii
Il Clan Ii (井伊氏?, Ii-shi) fu un clan del Giappone feudale che governò nella provincia di Tōtōmi. Dichiaravano di discendere da Fujiwara no Yoshikado che viveva nella valle di Ii (Iinoya, 井伊谷).

## Storia
Il clan Ii sostenne la 'Corte del Sud durante il periodo Nanboku-chō e successivamente persero gran parte delle loro proprietà e autorità a favore del clan Imagawa del quale divennero servitori. Durante l'inizio del periodo Sengoku combatterono a fianco degli Imagawa. Dopo le sconfitte di Imagawa da parte del clan Oda aiutarono a distruggere i loro precedenti padroni e tentarono di reclamare la loro importanza. Il clan divenne potente servendo successivamente Tokugawa Ieyasu grazie a Ii Naomasa, uno dei quattro generali più famosi di Ieyasu.
Gli Ii rimasero politicamente influenti durante tutto il periodo Edo essendo stati nominati signori dello han di Hikone nel 1601 e mantenendo il controllo di quel dominio per tutto il periodo. I membri del clan avevano anche posizioni di rilievo nel governo dello shogunato Tokugawa spesso servendo come Rōjū. Con il rinnovamento Meiji divennero visconti con il nuovo sistema kazoku.

## Membri importanti del clan[1]
- Ii Naohira (井伊 直平?; 1479? - 1563) Nacque nel 1479 o nel 1489 come figlio di Ii Naouji, il signore del castello di Iinoya. Nel 1507 contribuì alla costruzione di tre risaie a Jijōin, il tempio di famiglia e il luogo di nascita del suo antenato, Ii Tomoyasu. Naohira invitò il sacerdote Mokushū Zuien a Iinoho (Iinoya) e cambiò il nome del tempio da Jijōin a Ryūtaiji. Il figlio maggiore Naomune fu ucciso in una battaglia al castello di Tahara, e i suoi due figli minori Naomitsu e Naoyoshi furono uccisi da Imagawa Yoshimoto. Tuttavia, molti dei nipoti di Naohira continuarono ad avere ruoli importanti nella seconda parte del periodo Sengoku. Naohira aveva anche una figlia che fu adottata da Imagawa Yoshimoto e che diede alla luce Lady Tsukiyama (che in seguito sarebbe diventata la prima moglie di Tokugawa Ieyasu).

- Ii Naomune (井伊 直宗?; morto 1542) figlio ed erede di Naohira partecipò a un attacco al castello Tahara (Mikawa) nel 1542 e fu ucciso in azione. Naomori ereditò la carica di capo clan.
- Ii Naomitsu (井伊 直満?; morto 1545) figlio di Naohira, venne ucciso nel 1545.
- Ii Naomori (井伊 直盛?; 1526 - 1560) figlio di Naomune e servitore del clan Imagawa. Conquistò il castello di Mitake assieme a Ōkawara Sadatsuna me lo perse successivamente contro un'armata dei clan Asahina-Yasumochi. Durante la battaglia di Okehazama (1560) Naomori fu ucciso mentre cercava di proteggere il suo signore durante l'attacco guidato da Oda Nobunaga lanciato in una fitta nebbia dopo una forte pioggia. Il suo nome d'infanzia fu Toramatsu (虎 松).
- Ii Naotora (井伊 直虎?; 1540 - 1582) figlia di Naomori, quando il padre morì non aveva erede maschi in vita quindi Naotora divenne il capo del clan. Combatté in varie battaglie a fianco del clan Tokugawa. Non si sposò mai e adottò Naomasa quale erede.
- Ii Naochika (井伊 直親?; 1535 - 1563) figlio di Naomitsu. Naochika governò per breve periodo il clan ma, come suo padre, progettò una ribellione contro gli Imagawa. Ancora una volta traditori anonimi portarono notizie dei piani agli Imagawa e Naochika fu ucciso da Imagawa Ujizane nel 1563. Si racconta che fu ucciso a causa di un rapporto anonimo di Ono Michiyoshi.
- Ii Naomasa (井伊 直勝?; 1590 - 1662)
- Ii Naokatsu (井伊 直平?; 1590 - 1662)
- Ii Naotaka (井伊 直孝?; 1590 - 1659)
- Ii Naosuke (井伊 直弼?; 1815 - 1860)
- Ii Naonori (井伊 直憲?; 1848 - 1904)